# Antoni Tessarczyk
Antoni Tessarczyk (ur. 1799, zm. 5 listopada 1869 w Krakowie) – dziennikarz, tłumacz, nauczyciel

## Życiorys
Pracował jako tłumacz rządowy i nauczyciel języka niemieckiego na Uniwersytecie Jagiellońskim. W 1934 roku  redaktor „Kuriera Krakowskiego”. Zarządzeniem Dyktatora powstania krakowskiego został powołany na redaktora „Dziennika Rządowego Rzeczypospolitej Polskiej”. 1 marca 1846 roku zrezygnował z tej funkcji. 21 października 1846 roku został oskarżony o zdradę stanu. Sąd apelacyjny we Lwowie i Sąd najwyższy w Wiedniu (4 czerwca 1847 roku) powołując się na akt częściowej amnestii z 16 grudnia 1846 wydały wyrok na podstawie którego został zwolniony z aresztu. W więzieniu nabawił się reumatyzmu. Utrzymywał się z udzielania prywatnych lekcji.  Nie miał rodziny. Zmarł w Krakowie 5 listopada 1869 roku

## Publikacje
- Rzeczpospolita Krakowska Wolna, niepodległa i ściśle neutralna, pod opieką trzech wielkich mocarstw Kraków 1863[3]
- Rzeź Galicyjska 1846 r. Kraków 1848[3]
- Życiorys Jego Świątobliwości papieża Piusa IX Kraków 1861